# Перверзія (альбом)
«Перверзія» — третій студійний альбом українського гурту «Гайдамаки». Презентація альбому відбулась 14 грудня у київському «Варштайнер-паб». Назва диску запозичена з однойменного роману українського письменника Юрія Андруховича, котрого гурт знає особисто. Крім того пісню «Кохання» присвячено Аді Цитрині, героїні роману.

## Склад
- Олександр Ярмола — вокал,сопілка, коса, вірші
- Іван Леньо — акордеон, бек-вокал, цимбали, Hammond BX3, електронні ефекти
- Еугеніу «Хайдук» Дідик — труба, Флюгельгорн
- Іван Ткаленко — бандура, бек-вокал
- Олександр Дем'яненко — гітара, мандоліна
- Руслан Оврас — барабани, перкусія
- Володимир Шерстюк — бас-гітара

## Список композиций
| #   | Назва                        | Тривалість |
| --- | ---------------------------- | ---------- |
| 1.  | «Кохання (Аді Цитрині)»      | 3:55       |
| 2.  | «Чуєш?!»                     | 1:29       |
| 3.  | «Немає Хліба – Співай»       | 4:10       |
| 4.  | «Листопад 2004»              | 5:03       |
| 5.  | «Шіді-Ріді»                  | 3:04       |
| 6.  | «Божествена Тромпіта»        | 5:01       |
| 7.  | «Долинов, Долинов»           | 3:56       |
| 8.  | «Сім Бід»                    | 3:40       |
| 9.  | «На Тому Боці»               | 2:50       |
| 10. | «Сумний Святий Вечір»        | 3:48       |
| 11. | «Під Облачком»               | 4:50       |
| 12. | «Центр Української Культури» | 2:30       |

Музика - Гайдамаки 

Вірші - Олександр Ярмола, крім 7,10,11 - вірші народні